# La Trinité, Eure
La Trinité är en kommun i departementet Eure i regionen Normandie i norra Frankrike. Kommunen ligger i kantonen Évreux-Est som tillhör arrondissementet Évreux. År 2022 hade La Trinité 128 invånare.

## Befolkningsutveckling
Antalet invånare i kommunen La Trinité
Referens:INSEE